# TPC Komputery Legnica
Cambras Legnica – polski klub futsalowy z Legnicy. Od sezonu 1994/1995 do 2003/2004 występował w I lidze. W sezonie 1998/1999 drużyna zdobyła wicemistrzostwo Polski. Klub w ekstraklasie występował także pod nazwami Team Legnica, Cynk-Mal Legnica, DSI Legnica i TPC Komputery Legnica.